# Nonnus
Nonnus – łac. imię męskie, oznaczające "dziewiąty" (analogicznie do Oktawiusz, 'ósmy'). Istnieje kilku świętych o tym imieniu. Oboczną formą imienia jest Nonnos (Nonnosus).
Żeńskim odpowiednikiem jest Nonna.
Nonnus imieniny obchodzi 6 listopada.
Znane osoby noszące imię Nonnus lub Nonnos:
- Nonnus, rzekomy biskup Edessy, święty
- Nonnos z Monte Soracte, święty
- Nonnos z Panopolis, grecki poeta